# Veronica Drăgan
Veronica Gușă de Drăgan (n. 1973, Turda, județul Cluj) este o femeie de afaceri română, văduva lui Iosif Constantin Drăgan.

## Avere
După moartea soțului său, Veronica Drăgan a devenit cea mai bogată româncă. Potrivit clasamentului Forbes România din anul 2010, Veronica Drăgan avea o avere estimată la circa 900 de milioane de euro. Potrivit clasamentului Top 300 Capital România din anul 2022, averea îi era estimată la 250-270 milioane de euro în 2022.

### Reorganizarea holdingului
La un an de la decesul soțului, ea a decis să mute tot businessul de familie într-o nouă structură, denumită Veroniki Holding SpA.
Astfel, pe lângă Butan Gas (grup industrial cu activități în Italia, Albania, Serbia, Grecia, Bulgaria și România și o cifră de afaceri a Butan Gas România estimată la circa 70 de milioane de euro), din grup face parte acum și Romconstruct Top, companie achiziționată pentru dezvoltarea unui parc eolian în Siliștea, Constanța.